# Hubert Gough
Pour les articles homonymes, voir Gough.
Hubert Gough est un militaire britannique issu d'une famille aristocrate, né le 12 août 1870 à Gurteen et décédé à Londres le 18 mars 1963. Il prend une part décisive dans la seconde guerre des Boers, en entrant le premier dans Ladysmith libérée et commande les Britanniques à la bataille de Bloedrivier Poort. Il participe également à la Première Guerre mondiale en dirigeant une brigade, la 7e division puis le 1er corps d'armée jusqu'à commander la 5e armée britannique de 1916 à 1918.

## Famille
Hubert Gough est né le 12 août 1870 à Gurteen dans le comté de Waterford en Irlande, il est l'ainé d'une famille aristocrate anglo-irlandaise. Son père Sir Charles John Stanley Gough, son oncle le général Sir Hugh Henry Gough et son frère brigadier-général John Edmund Gough sont militaires et chose rarissime tous titulaires de la croix de Victoria.
Sa mère Harriette Anastasia de la Poer est la fille de John William Poer, 17e baron de la Poer, de Gurteen, comté de Waterford, ancien député pour le comté de Waterford.

## Début de carrière
Gough étudie au collège d'Eton. Élève peu doué en latin, il excelle en sport comme le football ou le rugby. Après son départ d'Eton, il intègre l'Académie royale militaire de Sandhurst en 1888. Il rejoint le 16e Lanciers le 5 mars 1889 et promu capitaine le 22 décembre 1894, il participe à la campagne de Tirah en 1897-1898.
Le 22 décembre 1898, Gough épouse Margaret Louisa Nora Lewes (connue comme « Daisy ») à un âge exceptionnellement précoce pour un officier en service.

## Seconde guerre des Boers
Gough commence ses études au Staff College de Camberley, le 9 janvier 1899. Il ne termine pas son cursus, il est envoyé en Afrique du Sud le 25 octobre 1899 et nommé commandant d'un régiment composite d'infanterie à cheval le 1er février 1900. Gough est connu pour avoir commandé une colonne de secours pendant le siège de Ladysmith. Sa rencontre avec George Stuart White a été saluée et commentée. Il est promu lieutenant-colonel breveté en avril 1901, cependant cette promotion ne peut pas entrer en vigueur tant que Gough ne devient pas major dans son régiment d'origine. Le 17 septembre 1901, il dirige le régiment Composite, après une reconnaissance insuffisante, il décide d'attaquer avec son seul régiment un objectif supposé faiblement défendu près du gué de Bloedrivier. Sa troupe est en grande partie capturée par des forces boers non détectées lors de la reconnaissance. Après s'être échappé Gough, Kitchener (le commandant en chef) souhaite lui exprimer sa « profonde sympathie » pour son action. Sa réputation n'est cependant pas entachée par cette défaite, sa fougue le distingue des autres officiers britanniques défaits lors de la seconde guerre des Boers. Le régiment composite est renforcé pour le rétablir à son plein effectif, en novembre Gough est blessé à la main droite et au bras, il perd également le bout d'un doigt. Il est rapatrié et retrouve son grade de capitaine.

## Période Edwardienne
Gough est nommé instructeur au Staff College sous la direction de Henry Rawlinson du 1er janvier 1904 jusqu'en 1906. Les autres instructeurs comprennent ses futurs collègues Richard Haking, John Philip Du Cane (en), Thompson Capper et Launcelot Kiggell (en). Il est ensuite promu colonel breveté le 11 juin 1906 et lieutenant-colonel à titre définitif le 18 juillet 1906. Il est nommé commandant du 16e régiment de lanciers (Queen's Lancers) le 15 décembre 1907.
Il est ensuite promu colonel à titre définitif le 16 décembre 1910 et nommé officier général commandant de la 3e brigade de cavalerie comprenant entre autres le 16e régiment de lanciers au Curragh le 1er janvier 1911.

## L'incident de Curragh
Gough a écrit plus tard « toutes nos relations étaient anti Home rules ». Le Home Rule irlandais doit entrer en vigueur en 1914, le Cabinet envisage une certaine forme de répression militaire contre les Volontaires d'Ulster qui refusent l'application du Home Rule. Gough est l'un des officiers qui menacent de démissionner dans l'incident de Curragh.

### L'incident
Dans la matinée du 20 mars 1914, Arthur Paget (commandant en chef des troupes d'Irlande) convoque ses officiers supérieurs au quartier-général de Dublin. D'après les propos rapportés par Gough dans ses mémoires de soldat, Paget annonce que « les opérations actives doivent commencer contre l'Ulster ». Il déclare que « les officiers qui vivent en Ulster sont autorisés à « disparaître » pendant la durée des opérations, mais que les autres officiers qui refusent de servir contre l'Ulster seront licenciés plutôt qu'être autorisé à démissionner ». Gough qui a un lien de parenté avec l'Ulster, mais n'y vivant pas, ne peut s'attendre à aucun traitement de faveur de la part de son « vieil ami au ministère de la Guerre ». Le19 mars, French, Paget et Ewart conviennent d'exclure de l'opération les officiers ayant des « liens familiaux directs » avec l'Ulster. En offrant à ses officiers un ultimatum, Paget agit bêtement et les braquent. La majorité des officiers aurait obéi simplement aux ordres. Paget conclut la réunion en ordonnant à ses officiers de parler à leurs subordonnés et d'envoyer ensuite leur rapport. Le major-général Sir Charles Fergusson, commandant de la 5e division d'infanterie, avertit Gough et l'un des brigadiers d'infanterie que l'armée doit agir ensemble et que lui-même devait obéir aux ordres. Gough indique pour sa part qu'il ne participera pas aux opérations en Ulster, il va discuter avec les officiers du 5e régiment de Lanciers (l'un des régiments sous son commandement) et envoie également un télégramme à son frère Johnnie, chef d'état-major de Haig à Aldershot. Gough n'assiste pas à la deuxième réunion dans l'après-midi au cours de laquelle Paget indique que le but réel de la manœuvre est d'intimider l'Ulster plutôt que de combattre.
Richard Holmes affirme que Gough aurait dû faire comme Fergusson : assurer ses officiers de ses propres sympathies unionistes, mais les inciter à obéir aux ordres. Ce soir du 20 mars, Paget informe le ministère de la Guerre par télégramme que 57 officiers ont opté pour le licenciement (en fait il y a 61 officiers, y compris Gough). Gough est suspendu de ses fonctions, il est convoqué avec deux des colonels de sa brigade au ministère de la Guerre pour s'expliquer.

### Le texte Peccant
Gough envoie un télégramme au vieux field-maréchal Roberts (qui peut influencer le roi et qui a discuté avec John French le (CIGS) par téléphone). Ce télégramme peut être une demande de conseils, mais il a pu aussi inciter Roberts à intervenir davantage. Roberts apprend lors d'une entrevue avec Seely que Paget a outrepassé ses instructions (en parlant d'« opérations actives » contre l'Ulster et en donnant aux officiers la possibilité de discuter les ordres et la possibilité de démissionner), il envoie une note à ce sujet à Hubert Gough. Avec ces nouvelles, Gough, accompagné de son frère qui a ouvert la note par erreur, confirme à Ewart (en) dans la matinée du dimanche 22 mars qu'il aurait obéi à un ordre direct pour agir contre l'Ulster. French menace de démissionner si Gough n'est pas rétabli dans son commandement.
Le 23 mars lors d'une autre réunion au ministère de la Guerre, Gough exige une garantie écrite de French et de Ewart que l'armée ne serait pas utilisée contre l'Ulster. Cette demande est peut-être suggérée par le major-général Henry Wilson qui a proposé des conditions similaires à JEB Seely le Secrétaire d'État à la Guerre. Lors d'une autre réunion, Seely accepte la suggestion de French de rédiger un document écrit du Conseil de l'Armée pour convaincre les officiers de Gough. Le Cabinet approuve un texte qui indique que le Conseil de l'Armée est convaincu que l'incident est un malentendu et que c'était « le devoir de tous les soldats d'obéir aux ordres légitimes ». Seely rajoute deux paragraphes au document qui précise que le gouvernement a le droit d'utiliser les « forces de la Couronne » en Irlande ou ailleurs, mais que le gouvernement n'a pas l'intention de recourir à la force « pour écraser l'opposition à la Home Rule ».
Au cours d'une nouvelle réunion après 16 heures, Gough, sur les conseils d'Henry Wilson également présent, insiste sur l'ajout d'un nouveau paragraphe précisant que l'armée ne serait pas utilisée pour appliquer les Home Rules en Ulster. French approuve le texte par écrit. Quand le Premier ministre HH Asquith apprend l'existence du document, il exige que Gough abandonne le document ce que ce dernier refuse de faire. Asquith rejette publiquement le « texte peccant » le 25 mars. À la suite de cette affaire, French et Seely doivent démissionner de leurs fonctions.

## Première Guerre mondiale

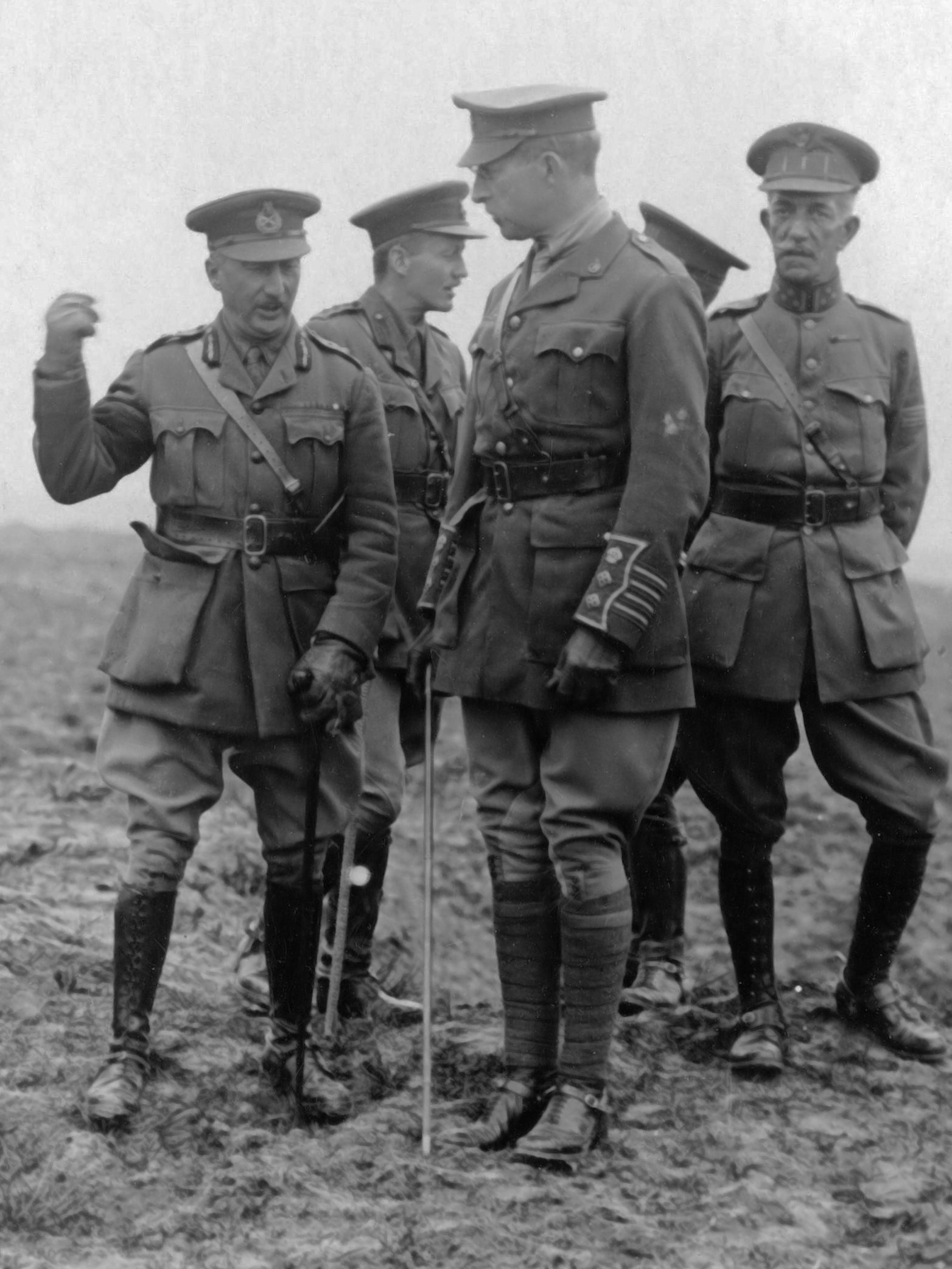
Hubert Gough et le roi des belges ,Albert 1er ,sur le Front de l’ouest

### Début du conflit

#### Commandant de brigade et de division de cavalerie
Au début de la guerre en août 1914, Gough prend la tête de la 3e brigade de cavalerie. Le 16 septembre 1914, Il est nommé commandant de la 2e division de cavalerie. Il dira plus tard qu'il a fait son « apprentissage en Inde et au cours de la guerre des Boers », mais que lors de la première bataille d'Ypres où il se distingue, « Les Allemands lui apportent son premier vrai test ». Le chef d'état-major Philip Howell écrit à sa femme le 14 octobre 1914 que Gough à cette époque était « comme un chat sur des briques chaudes » et qu'il aimait « se battre avec tout le monde plus gradé que lui autant qu'avec les Boches ».
Il est promu major-général le 26 octobre 1914. Le 10 mars 1915, Haig fait des demandes répétées pour que Gough soit attaché à son corps d'armée dans le cas où les troupes britanniques percent le front lors de la bataille de Neuve-Chapelle en mars.

#### Commandant de division d'infanterie
Gough refuse un commandement dans l'expédition de Salonique. Le 18 avril 1915, il est promu officier général commandant de la 7e division, après la blessure de son ancien commandant Capper (en). La division fait partie du 4e corps de Rawlinson qui fait partie de la 1re armée britannique de Haig. Haig dans son journal du 18 avril 1915 indique avoir prévenu Gough le jour de sa nomination des agissements de Rawlinson. Ce dernier a tenté de faire porter la responsabilité du peu de résultats de la bataille de Neuve-Chapelle et de limoger Joey Davies le commandant d'une division. Davies et son état-major ne font plus confiance à Rawlinson. Il est possible que la nomination de Gough à la tête de la 7e division ait servi à contrebalancer l'influence de Rawlinson dont Haig se méfie.
Gough commande la 7e division à la bataille de la crête d'Aubers en mai 1915. Haig de nature timide, choisit Gough pour son esprit et sa personnalité ouverte. Dans une certaine mesure, il remplace le frère de Haig, Johnnie, comme le confident de Haig.

#### Commandant du1ercorpsd'armée
Il est nommé à la tête de 1er corps et promu lieutenant-général à titre temporaire le 13 juillet 1915. Haig indique dans son journal le 1er septembre 1915 que Gough et l'officier d'artillerie Noel Birch planifient la bataille de Loos de façon « active et énergique ». Le 17 septembre, Gough écrit que « cette attaque, par sa soudaineté et la taille de la force employée vise à capturer la seconde ligne de l'ennemi, à savoir : Hulluch - Staelie - Haisnes, dans une ruée ». À Loos, il gère les ordres de bataille à un tel niveau que le major-général GH Thesinger (en) commandant de la 9e division écossaise précise que les ordres viennent de Gough et qu'il s'en « dissocie ». Le major-général Edward Bulfin (en), commandant de la 28e division rappelle en 1927 que servir sous les ordres de Gough à Loos était comme « un horrible cauchemar » et n'avait pas « voulu servir à nouveau sous les ordres de Gough».
Gough est l'un des officiers supérieurs qui entretiennent une correspondance directe avec le roi pour le tenir informé des développements militaires. Après la bataille de Loos, French est sur la sellette comme commandant du BEF. Gough s'entretient le 9 octobre avec Lord Haldane et avec le roi le 24 octobre et charge French. Haig est d'accord avec Gough, lors de sa visite à Londres le 14 novembre il discute avec Milner du « fonctionnement défectueux de la machine militaire en France ». Peu de temps après, French est contraint de démissionner de son poste de commandant en chef.
Des notes prises lors d'une conférence organisée par Gough le 20 décembre 1915 indiquent que Gough continue toujours à penser en termes de principes de guerre comme enseignés au Staff Collège. Il souhaite l'envoi d'une avant-garde pour sonder le terrain afin qu'un ou deux jours après un plan permette le déploiement du gros des forces britanniques. Dans la réalité, le premier jour de la bataille est souvent le plus efficace de toute l'offensive. Comme beaucoup de généraux britanniques de l'époque, il reporte les échecs des différentes batailles sur des erreurs humaines dans l'application des principes de guerre, plutôt que de concentrer l'artillerie, d'apprendre de nouvelles tactiques et laisser les officiers supérieurs acquérir de l'expérience.

### La Somme

#### Phases initiales

##### Plan d'exploitation
Le 4 avril 1916, Gough est nommé à la tête du corps de réserve dont le rôle est d'exploiter toute percée réalisée lors de la bataille de la Somme. En mai, après avoir discuté avec Rawlinson, Gough suggère d'utiliser deux brigades de cavalerie une au nord et l'autre au sud du champ de bataille pour soutenir l'infanterie en cas d'un effondrement allemand. Il fait une demande au chef d'état-major du BEF Kiggell le 1er mai 1916 pour qu'une nouvelle division de cavalerie entière lui soit allouée pour être utilisée sur la partie Nord afin de prendre à revers la seconde ligne allemande. Cette demande est refusée par Haig qui indique dans la marge du document que le terrain du champ de bataille serait impropre à l'utilisation de grandes « masses de cavalerie ». Haig ordonne à Gough de se limiter à une brigade pour la vallée de l'Ancre et une en face de Montauban.
Le 22 mai 1916, le corps de réserve est rebaptisé armée de réserve mais fait techniquement toujours partie de la 4e armée de Rawlinson. La poursuite de la bataille de Verdun contribue à réduire la participation française de 39 à 12 divisions et nécessite de refondre les plans de bataille à la fin du mois de juin. Au lieu d'exploiter au sud-est du front le franchissement de la Somme par les Français, Haig (d'après une note de Rawlinson du 16 juin et d'après le journal de Haig du 21 juin) décide qu'une fois la crête de Pozières prise, un effort doit être réalisé pour faire franchir les lignes allemandes à la cavalerie pour que Gough exploite la percée au nord-est de Bapaume. Dans un second temps, il veut envoyer des renforts sur la partie nord du champ de bataille vers Monchy pour prendre les positions allemandes à proximité d'Arras situées à environ 27 km de Bapaume. L'affectation du 2e corps d'armée sous les ordres de Jacob n'est pas encore définie, soit il sera placé sous les ordres de Gough soit il devra renforcer la 3e armée d'Allenby.
Dans son journal du 27 juin, Haig indique avoir dit à Gough qu'il est « trop obnubilé par Bapaume » et qu'il devrait plutôt être prêt à pousser devant lui les Allemands avant qu'ils ne contre-attaquent du nord. Haig reproche à Rawlinson de vouloir consolider les lignes intermédiaires prises aux Allemands pendant une heure ou deux plutôt que de continuer la progression. Il regrette également que Rawlinson n'ait pas encore décidé quelles unités devaient passer sous le commandement de Gough. Haig souhaiterait que Gough prenne le commandement des 8e et 10e corps sur la gauche du champ de bataille avant le début de la bataille, mais il approuve finalement le plan de Rawlinson qui souhaite que Gough place son quartier-général à Albert pour être opérationnel dès la prise de la crête de Pozières et déclencher l'attaque de l'armée de réserve.
Au déclenchement de la bataille de la Somme, l'armée de réserve est formée de trois divisions d'infanterie et trois divisions de cavalerie. Les recherches menées par l'historien Stephen Badsey suggèrent que le plan final de Gough est d'utiliser en première ligne d'attaque la 25e division d'infanterie soutenue par deux des trois divisions de cavalerie. Le 2e corps d'armée est gardé en réserve pour exploiter la percée.
Philip Howell écrit le 30 juillet 1916 que Gough « devient de plus en plus optimiste avec l'approche du jour de la bataille ». Wynne écrit plus tard en 1930, aux historiens officiels que même après la catastrophe du 1er juillet « Gough reste ultra-optimiste avec des plans de bataille très ambitieux ».

##### Bataille d'Albert
Dans l'après-midi du 1er juillet 1916, Haig n'est pas encore au courant des résultats de la première attaque dans le secteur nord. Il croit que Rawlinson est sur le point de percer les lignes allemandes, il rend visite à Gough et lui ordonne de monter en ligne avec ses troupes dans la soirée. Le 2 juillet Gough prend le commandement des 8e et 10e corps d'armée dans la partie nord du champ de bataille où les pertes sont les plus lourdes et les gains territoriaux les plus faibles. Gough indique que les tranchées de communication du 8e corps sont bloquées par des soldats blessés ou morts et que côté du 10e corps la situation n'est pas meilleure. À l'aube du 3 juillet, Rawlinson ordonne à Gough de renouveler l'attaque sur son secteur, ordres annulés par Haig. Au cours de la journée, l'armée de réserve devient officiellement indépendante du commandement de Rawlinson. Gough d'origine irlandaise a sous son commandement la 36e division (Ulster) et la 16e division (irlandaise).
Au cours des mois suivants, la plupart des renforts en artillerie lourde et des stocks de munitions sont alloués à la 4e armée de Rawlinson pour soutenir ses actions offensives. Gough finit par recevoir des canons supplémentaires mais jamais autant que pour la 4e armée. La plupart de ses attaques sont limitées par une pénurie d'obus. Cependant, malgré les souhaits de Haig et de Rawlinson que Gough améliore la transmission des ordres jusqu'au plus bas niveau, il obtient la permission d'attaquer au sud-est de Thiepval vers la redoute des Souabes (Schwaben Redoubt) un saillant allemand avec des éléments de la 49e division et de la 32e division. Les 14e et 75e brigades de la 32e division du 10e corps sont lancées dans la bataille. Gough attaque avec seulement six bataillons, il considère que cette attaque est un pari avec « des perspectives assez bonnes pour justifier la tentative ». Les bataillons d'attaque n'ont pas le temps de se préparer, la transmission des ordres se fait difficilement. La 32e division devait attaquer sur un front de 800 mètres et se trouve finalement avec un front d'attaque de 1 400 mètres. L'attaque est reportée de 3 h 15 à 6 h pour qu'elle coïncide avec une attaque de la 4e armée sur Ovillers mais sans reporter les tirs d'artillerie qui à 6 h a déjà tiré plus de la moitié des obus alloués pour l'attaque cependant il est possible que Gough ait délibérément décalé l'heure du bombardement d'artillerie. Sheffield décrit l'attaque comme « un désastre complet » caractéristique du « chaos » des opérations britanniques durant cette période et que Gough n'est pas totalement à blâmer.
Dans une note du 4 juillet, Kiggell précise à Gough le rôle de l'armée de réserve est de soutenir les attaques de Rawlinson en fixant les réserves allemandes. En juillet Gough croit que les attaques fréquentes et localisées permettront de limiter les pertes britanniques tout en augmentant les pertes allemandes, il exclut une attaque générale sur le front. Malheureusement la vision de Gough est fausse, les attaques localisées permettent aux Allemands de concentrer les tirs d'artillerie sur la zone augmentant les pertes britanniques durant le mois de juillet.
Gough est promu général à titre temporaire le 7 juillet 1916. Le 16 juillet, l'armée de réserve prend Ovillers.

#### Été 1916

##### Bataille de Pozières
Les résultats du premier jour de la bataille de la Somme, le 1er juillet, montrent que les positions allemandes dans le secteur du 8e corps et dans une grande partie du secteur du 10e corps sont trop fortes pour être attaquées frontalement. Jusqu'au début septembre, les actions offensives de Gough sont des attaques réalisées par deux divisions du 10e corps assistées par la suite par le 2e corps d'armée. Ces attaques ont pour but de soutenir le flanc gauche de la 4e armée de Rawlinson. À la date du 3 septembre, seulement deux attaques ont été coordonnées entre l'armée de réserve et la 4e armée et l'une d'entre elles (attaque des 22 - 23 juillet) fortuitement.
Le 15 juillet, après le succès de la bataille de Bazentin de la 4e armée, Haig suggère à Gough d'exploiter une attaque sur la vallée de l'Ancre en coordination avec la 3e armée situé au nord du secteur de Gough. Le secteur de Pozières est détaché de la zone d'action de Rawlinson pour être rattaché au secteur de Gough. Le 15 juillet, la route reliant Albert à Bapaume devient la frontière entre les deux armées. Le 18 juillet, lorsque les attaques de la 4e armée commencent à s'essouffler, Haig ordonne à Gough de se préparer à des « opérations méthodiques contre Pozières... dans les plus brefs délais » pour capturer le sommet de la crête de Thiepval et pour couvrir le flanc gauche avancé de la 4e armée. Haig renforce les troupes de Gough en envoyant de nouvelles divisions au 10e corps et en lui ajoutant le 1er corps de l'ANZAC nouvellement arrivé sur le front occidental en face de Pozières.
Haig dissuade Gough de lancer au combat prématurément la 1re division australienne contre Pozières 24 heures à l'avance. Il lui conseille « d'étudier toutes les difficultés avec soin », la division australienne n'ayant jamais combattu en France. Charles Bean, l'historien australien officiel raconte que le 18 juillet le major-général « Hooky  » Walker, l'officier britannique commandant la 1re division australienne reçoit l'ordre d'attaquer Pozières la nuit suivante. Walker est consterné par les « ordres fragmentaires et peu satisfaisants de l'armée de réserve », il indique dans son journal ses inquiétudes : les Australiens « se sont précipités dans une... opération mal préparée ». Walker et son chef d'état-major Brudenell White tente de discuter avec Gough, pour décaler la date de l'attaque, le quartier général du corps de l'ANZAC n'étant pas encore arrivé dans la Somme, il écrit plus tard en 1928 que l'incident était « la pire expérience de commandement qu'il ait vu durant la campagne ». Walker raconte plus tard la façon dont il demande des tirs d'artillerie supplémentaires et il reçoit alors uniquement la permission d'attaquer par le sud-est plutôt que le sud-ouest la direction des attaques infructueuses que Gough a initialement prévu. Gough a choisi Edward «Moïse» Beddington, un officier d'état major de confiance de Gough pour reconnaître la position. Gough prétend plus tard dans une lettre à Edmonds en 1939 qu'il n'a pas laissé le choix à Walker, mais qu'il a lui-même ordonné le changement de direction de l'attaque.
L'attaque est retardée jusqu'à 0 h 30 dans la nuit du 22 au 23 juillet, Pozières est prise en partie en raison de la planification de l'attaque mais également parce que l'attaque britannique se déroule pendant la relève des troupes allemandes. Les Allemands contre-attaquent plusieurs fois sans succès, ils pilonnent le village pendant plusieurs semaines.

##### Relations avec les subordonnés
Gough utilise les corps d'armées comme des « boîtes aux lettres » en leur envoyant des ordres à appliquer, Rawlinson est plus mesuré dans sa gestion des officiers, il accepte les débats et les discussions. Gough est réticent à laisser aux corps d'armée la planification des opérations et le contrôle de leur artillerie. Il centralise toute l'artillerie des différents corps sous le commandement du brigadier-général Trancred au niveau de l'armée. Une note de service datée du 16 juillet ordonne que tous les objectifs de bombardement par obusiers lourds doivent être sélectionnés au niveau du corps d'armée. Quatre jours plus tard, Gough ordonne qu'après tout bombardement, des rapports quotidiens sur les résultats soient envoyés au quartier-général de l'amée de réserve. Neill Malcolm, le chef d'état-major de l'armée de réserve fait état à plusieurs reprises dans son journal (les 6, 13 et 18 juillet) de propos de commandants de corps se plaignant de l'« ingérence » de Gough. Le 1er juillet, Hunter-Weston le chef d'état-major du 8e corps écrit à sa femme et évoque dans sa lettre son estime pour Gough. Le 3 août, Hunter-Weston est sous le commandement de Gough, il indique dans une nouvelle lettre à sa femme que son état-major est ravi d'être muté à la 2e armée à Ypres et que l'état-major de l'armée de réserve fonctionne mal. Il précise apprécier toujours Gough mais qu'il n'a « pas suffisamment d'esprit pour faire un très bon commandant d'armée ». Il se plaint également de la « fougue » de Gough et de son « optimisme ».
Gough s'oppose durement à Philip Howell, le chef d'état-major du 2e corps d'armée. Howell considère que Gough est « très aimable à bien des égards », pas tout à fait sain d'esprit et qu'il faut le gérer « comme un enfant et traité comme tel ». Le Tout au long du mois d'août 1916, Howell se plaint à plusieurs reprises de la microgestion de l'état-major de l'armée de réserve. Ainsi, le 2 août 1916, l'état-major prend le contrôle de quatre mitrailleuses lors d'une attaque de la 12e division. Philip Howell indique le 29 août 1916 que Jacob le commandant du 2e corps d'armée, Percival le commandant de la 49e division et même Neill Malcolm sont effrayés par le comportement de Gough. De son côté Gough considère que Howell passe beaucoup de temps à « essayer d'argumenter » en évitant les combats et tenter de désobéir aux ordres. Howell est tué par des tirs d'obus en septembre.
Gough s'oppose à Cavan le commandant du 14e corps d'armée le 3 août. Il tente sans succès de micro-gérer le 14e corps d'armée.

##### Bataille de la Ferme du Mouquet
Gough ordonne de nouvelles attaques pour prendre les tranchées allemandes OG1 et OG2 au nord de Pozières et prendre la Ferme du Mouquet qui se situe entre Pozières et Thiepval. La première attaque, réalisée par des troupes fatiguées dans l'obscurité, échoue. La 1re division australienne est relevée le 25 juillet par la 2e division australienne. Gough prend le contrôle opérationnel direct de la division, il presse le major-général Legge d'attaquer avant la fin des préparatifs. Le contrôle de Gough a contribué à l'échec de l'attaque selon Sheffield & Todman. Les positions allemandes sont placées à contre-pente, l'artillerie britannique ne peut pas observer facilement les effets des bombardements. Ainsi de nombreuses pièces d'artillerie, de mitrailleuses et de défense annexe ne sont pas détruites par les bombardements. Bean reproche à Legge de ne pas avoir tenu tête à Gough, il indique également que Brudenell White le chef d'état-major des troupes australiennes s'est reproché de ne pas l'avoir fait. Sheffield de son côté considère que Legge aurait dû être soutenu par les officiers de son corps d'armée.
À la fin du mois de juillet et contrairement aux espoirs de Haig, la défense allemande ne s'écroule pas. Haig ordonne alors le 2 août à l'armée de réserve de mener des attaques méthodiques sur une ligne Ferme du Mouquet - Pozières - Ovillers en économisant les hommes et les munitions pour fixer et attirer un maximum de réserves allemandes pour soulager les attaques de la 4e armée de Rawlinson sur le flanc droit de Gough. Haig note, dans son journal le 3 août, que Gough exige « les raisons par écrit » de Legge expliquant l'échec de l'attaque australienne. Gough a également écrit à Birdwood, le commandant du corps de l'ANZAC pour exiger une explication et pour savoir si l'attaque aurait mieux réussi avec des « commandants supérieurs plus énergiques et prévoyants ». Birdwood refuse de transmettre cette note à Legge. Le 4 août, la deuxième attaque de Legge sur la ferme du Mouquet est mieux planifiée, elle est couronnée de succès.
Gough prévoit la capture de Thiepval en faisant converger les attaques du corps de l'ANZAC à l'est et du 2e corps au sud-ouest. Les soldats du corps de l'ANZAC doivent attaquer le long de la crête de Thiepval sous les feux concentriques des troupes allemandes à l'ouest, au nord et l'est. Ces attaques sont réalisées avec peu de troupes, sont faiblement coordonnées avec les attaques du 2e corps d'armée et pas coordonnées avec les attaques de la 4e armée. Les troupes allemandes qui de plus connaissent les plans du BEF en ayant saisis des documents secrets, concentrent leur feu sur les assaillants.
Le 25 août, Gough pousse pratiquement à la démission le major-général Robert Fanshawe, le commandant de la 48e division. Dans son journal du 29 août, Haig indique que Gough se plaint que « les officiers supérieurs des Australiens ont peu d'esprit offensif ! Alors que le moral des hommes de troupes est bon... ». En plus d'un mois de combats, le 2e corps et le corps d'armée de l'ANZAC avance seulement de 800 mètres entre la ferme du Mouquet et Thiepval. Entre le 7 août et le 12 septembre, le BEF subit plus de 20 000 pertes.
Prior & Wilson considère que Gough a une grande responsabilité dans ce qu'ils appellent « le fiasco de la Ferme du Mouquet ». Ils notent en effet qu'à partir d'une certaine date de septembre, non identifiée de façon certaine, Gough change de stratégie et décide d'attaquer Thiepval uniquement de front, plutôt que de poursuivre les tentatives de débordements par la Ferme du Mouquet. Philpott estime que même si les instructions de Haig sont « confuses et contradictoires », Gough et Rawlinson partagent une responsabilité dans le coût humain des attaques locales censées « user » les Allemands avant la percée décisive espérée par Haig en septembre.

#### Automne 1916

##### Attaque initiale sur Thiepval
Une conférence a lieu le 23 août pour planifier l'attaque de Thiepval. Le chef d'état-major du 5e corps, le brigadier-général Boyd, écarte les objections du commandant de la 6e division sur l'imprudence d'une attaque en soirée. Le lendemain, des plans détaillés de l'attaque pour chaque division sont émis non pas au niveau du corps d'armée, mais au niveau de l'armée de réserve.
Le 3 septembre, quatre divisions de l'armée de réserve attaquent Pozières vers la vallée de l'Ancre, cette attaque est réalisée de façon simultanée avec une attaque de la 4e armée. L'armée de réserve étend ses opérations sur le front du 5e corps d'armée dans la vallée de l'Ancre pour la première fois. Elle attaque vers Saint Pierre Divion et vers la redoute des Souabes Schwaben Redoubt au nord de Thiepval. Ces actions ont pour but d'attaquer Thiepval par le nord. Le 2e corps, formé des 48e et 25e divisions remonte en ligne à la mi-août et attaque Thiepval. L'attaque échoue. La 4e division australienne parvient à s'emparer d'une partie de la redoute Fabeck Graben au nord de la Ferme du Mouquet. La zone est perdue par le Corps canadien lors de la relève du 1er corps de l'ANZAC.
L'attaque des 39e et 49e divisions du 2e corps échoue, certains bataillons d'attaque subissent entre 30 % et 50 % de pertes. Gough attribue l'échec de l'attaque à un manque de « qualités martiales », à un manque de « discipline et de motivation », à « l'ignorance de la part des commandants ». À ces qualificatifs, Jacob le commandant du 2e corps ajoute le « manque d'autorité » et la lâcheté du brigadier et s'étonne de l'absence de victimes parmi les commandants du 5e corps. Sur l'insistance de l'état-major de l'armée de réserve, il envoie une critique détaillée des opérations de la 39e division.

##### Soutien aux offensives de Rawlinson
Le 28 août, Gough soumet un plan ambitieux pour capturer Courcelette sur son flanc droit. Ce plan est initialement refusé par Kiggell, qui lui conseille de continuer à mener des opérations limitées pour soutenir la prochaine grande offensive de Rawlinson. En cas de réussite, Rawlinson pourrait alors attaquer Thiepval par l'arrière du front. Haig au dernier moment change d'avis et accepte l'opération.
Le 13 septembre, deux jours avant l'attaque sur Flers-Courcelette, Haig, malgré les objections de Rawlinson, ordonne une attaque contre Martinpuich sur le flanc gauche de Rawlinson et une attaque des 2e et 3e divisions canadiennes contre Courcelette sur le flanc droit de Gough en vue de l'ouverture d'un espace pouvant être exploité par la cavalerie. Haig exhorte Gough et Rawlinson séparément à utiliser dès que possible la cavalerie pour traverser les lignes allemandes et prendre les troupes allemandes à revers. Les 2e et 5e corps réalisent des attaques de diversion sur Thiepval. L'assaut canadien sur Courcelette est un grand succès.
Le 23 septembre, Gough écrit à Dorothea la veuve de son frère Johnnie que beaucoup de commandants de divisions et de corps d'armée sont « incompétents » et que « une fermeté considérable devait être exercée » pour les amener à obéir aux ordres.

##### Bataille de la crête de Thiepval
Après la bataille de Flers-Courcelette du 15 septembre, Haig considère la percée des lignes allemandes comme imminente. Il valide une attaque de Gough sur Thiepval en coordination avec les attaques de la 4e armée et les troupes françaises par une attaque massive de 10 divisions.
Le plan de Gough est d'employer la 18e division pour capturer la redoute des Souabes (Schwaben Redoubt) et Thiepval, la 11e division pour capturer la Ferme du Mouquet et les redoutes Zollern et Stuff au nord de la Ferme du Mouquet. Les 1re et 2e divisions canadiennes doivent attaquer à partir de Courcelette pour prendre la tranchée Regina au-delà de la ligne de crête.
Le bombardement préliminaire débute le 23 septembre, c'est le plus lourd barrage tiré par l'armée de réserve. Ce bombardement est couplé avec des tirs indirects de barrage de mitrailleuses sur les lignes arrière allemandes. Gough dispose de 570 canons et 270 obusiers pour un front de 5 500 mètres (6 000 yards). La concentration en artillerie est le double de la concentration lors de l'attaque du 1er juillet, elle est semblable à la concentration lors de l'attaque du 15 septembre mais moitié moindre que lors de l'attaque du 14 juillet. Dans son journal daté des 24 et 30 septembre, Haig indique que la 3e armée d'Allenby coopère en réalisant une attaque sur le flanc gauche du front d'attaque de Gough.
Les mauvaises conditions météorologiques retardent le déclenchement des attaques au début de l'après midi du 25 septembre. Gough prévoit d'utiliser des chars lors des attaques, Haig lui ordonne alors de retarder au lendemain matin son offensive pour que les chars soient cachés dans la brume. De nouveaux retards entrainent le déclenchement de l'attaque des troupes de Gough le 26 septembre à 12 h 35 soit exactement un jour après les attaques des troupes de Rawlinson et de Foch.
Quatre divisions du Corps canadien et du 2e corps attaquent entre Courcelette et la redoute des Souabes (Schwaben Redoubt) et forment l'opération la plus importante organisée par l'armée de réserve de Gough. Les tactiques d'attaques britanniques sont en sensibles améliorations lors de la bataille de Thiepval le 26 septembre. La ferme du Mouquet est définitivement prise dans l'après-midi. Sur la partie ouest du front d'attaque, les redoutes Zollern, Stuff et Schwaben sont en partie capturée, les troupes britanniques atteignent la périphérie de Saint Pierre Divion. Thiepval est encerclée et capturée par la 18e division commandée par Maxse à 8 h 30 le 27 septembre. Le 30 septembre, après de féroces combats au corps à corps dans lequel le BEF subit 12 500 victimes, les résultats de la bataille sont une progression du front comprise entre 1 000 à 2 000 mètres de profondeur. La tranchée Regina et des parties des redoutes Stuff et Schwaben restent aux mains des Allemands. Ces différents combats montrent les troupes britanniques peuvent se battre aussi bien que les troupes allemandes pour des attaques avec un appui d'artillerie ou pour des combats au corps à corps. Ces observations restent valables en novembre. Avec la prise de Thiepval, un objectif initial du premier jour de la bataille de la Somme, Gough conserve un statut particulier auprès de Haig.

##### Idées tactiques
Le 5 octobre 1916, Gough présente un mémoire également signé de Neill Malcolm précisant sa pensée tactique sur le commandement des divisions et le commandement des brigades mais n'évoque pas l'échelon du corps d'armée. Il comprend bien l'importance du barrage roulant et du ratissage d'artillerie, mais contrairement à Rawlinson il ne souhaite pas que l'infanterie soit totalement tributaire des horaires et des plans d'artillerie.
Gough recommande de sélectionner des objectifs lointains derrière les positions adverses. Les troupes d'attaques doivent avoir jusqu'à cinq objectifs préalablement attribués et doivent les atteindre par vagues successives. Chaque brigade doit produire huit « vagues d'attaque » : deux bataillons forment les quatre premières vagues et doivent prendre le premier objectif, les deux bataillons restant doivent progresser en colonne suivant les vagues d'attaque pour prendre le second objectif. Gough recommande de ne pas employer de réserve au niveau de la brigade car il considère que les ordres ne sont jamais transmis à temps. Il recommande par contre que les divisions attaquent avec deux brigades et tiennent la troisième brigade en réserve, prête à prendre le troisième objectif. À ce moment, les deux premières brigades ont eu le temps de se réorganiser pour prendre le quatrième objectif. Le cinquième objectif et les autres objectifs nécessitent des troupes fraîches.
Gough souhaite garder le contact avec les commandants aussi loin que possible, même si ces derniers ne peuvent pas rester en contact avec leurs supérieurs par téléphone, afin de ne pas perdre de temps à envoyer des officiers subalternes pour faire des reconnaissances et des rapports. Le commandant de brigade doit être placé en avant pour pouvoir, pendant l'attaque du second objectif, réorganiser les troupes qui ont pris le premier objectif pour les rendre opérationnelles pour la prise de l'objectif suivant. Le commandant de division doit lui aussi être proche de la ligne de front pour pouvoir réorganiser les brigades lors des attaques et pour pouvoir créer leur propre réserve.
Simpson commente les propositions de Gough et considère que des patrouilles aériennes du RFC permettraient aux unités du corps d'armée de rester en contact mais les réserves seraient trop loin pour être correctement employées. Il trouve également que l'artillerie lourde devrait être contrôlée au niveau du corps d'armée pour plus de flexibilité dans les tirs de contrebatterie et le bombardement préliminaire plutôt que lors de l'assaut de l'infanterie. Simpson indique également que les propositions de Gough sont très proches des recommandations des officiers du 8e corps pour les attaques du 1er juillet. Il constate que les résultats de l'armée de réserve en octobre sont meilleurs malgré le temps et l'apparition de la boue et que des possibilités de percée ont été perdues, comme lors de la bataille de la crête de Bazentin le 14 juillet 1916, par un manque d'initiative. De son côté, Sheffield affirme que les propositions de Gough sont trop axées sur l'infanterie au détriment des tactiques d'emploi de l'artillerie.
Haig, dans son journal daté du 8 octobre, considère que « la détérioration des qualités de combat de l'ennemi indique qu'il n'est pas nécessaire d'établir systématiquement un barrage d'artillerie une fois une position ennemie capturée, les réserves ne pouvant attaquer l'objectif suivant ». Gough est du même avis que Haig. Le général Bridges écrit plus tard dans son livre Alarms and Excursions qu'« Avec le véritable esprit offensif de la cavalerie, (Gough) veut toujours avancer ». Le 9 octobre, Rawlinson s'inquiète dans son journal des tactiques offensives de Gough et sur leurs absences de réserve en troupes. Il considère que ces nouvelles tactiques ne sont pas saines.

##### Bataille des hauteurs de l'Ancre
Les combats à Thiepval durent jusqu'en novembre, ils seront par la suite critiqués par l'historien officiel pour le manque de coordinations et pour un recours excessif aux assauts d'infanterie. La bataille des hauteurs de l'Ancre se déroule du 1er octobre au 11 novembre 1916, elle se déroule sur la gauche du secteur tenu par l'armée de réserve de Gough. Le 29 septembre, Haig donne de nouveaux ordres pour relancer les attaques de l'armée de réserve et de la 4e armée. Gough déclenche des attaques au sud sur le Bois Loupart et à l'ouest sur Beaumont-Hamel. Le plan prévoit une progression de l'armée de réserve de 8 km et la prise d'un terrain en une bataille plus important qu'en trois mois de campagne.
Le 8 octobre, les 1re et 3e divisions canadiennes sont positionnées sur la partie droite du front sous la responsabilité de Gough. Elles soutiennent les offensives de Rawlinson en attaquant sur Le Sars et sur la tranchée Regina sans succès le feu allemand est trop dense. Dans l'après-midi Gough se plaint à Haig du comportement de la 3e division canadienne, il affirme que certaines unités ne sont même pas sorties de leurs tranchées. Le 9 octobre, la redoute Stuff est prise par un bataillon de la 25e division. Dans le même temps la redoute des Souabes (Schwaben Redoubt) est attaquée sans succès le même jour. Il faut attendre une attaque de nuit, sans barrage d'artillerie, le 14 octobre précédée d'un bombardement de deux jours pour que la redoute soit prise. Ces combats locaux se déroulent au niveau du bataillon et sont très coûteux en vie humaine.
La pluie tombe pendant deux semaines et rend les projets d'exploitation irréalisable. Gough publie un nouveau plan, plus réaliste le 15 octobre utilisant 45 chars. Haig de son côté continue de pousser Gough à attaquer plutôt au nord et au nord-est. Les tranchées Stuff et Regina orientées sur un axe ouest nord-est d'une ligne reliant Thiepval à Courcelette sont capturées lors d'une attaque des 35e, 25e, 18e divisions britanniques et la 4e division canadienne. Cette bataille complète la capture des hauteurs de l'Ancre Heights. la bataille montre que la défense allemande a retrouvé son efficacité après son affaiblissement durant les combats du mois de septembre.
Wilson, que Gough déteste depuis l'incident de Curragh, commande le 4e corps sous les ordres de Gough en 1916. Le 21 octobre dans son journal, Wilson commente sur la micro-gestion de Gough au niveau des divisions et même des brigades. Durant l'automne, Lord Loch dit à Wilson que « Goughie est le plus détesté et le plus inutile et le plus dangereux de nos généraux ».
Après le succès enregistré le 21 octobre, Gough présente un nouveau plan plus ambitieux. Haig lui attribue deux divisions de cavalerie supplémentaire le 24 octobre pour atteindre un total de 3 divisions de cavalerie. Durant cette période, les attaques d'infanterie sur le front de la 4e armée sont mineures ou annulées à cause de la boue. Le 26 octobre, Haig avertit Gough d'attendre trois jours de beau temps avant d'attaquer à nouveau. Le 30 octobre, Gough se plaint à Haig que le brigadier-général Radcliffe, le chef d'état-major du corps canadien s'oppose à lui. L'armée de réserve est renommée 5e armée le 30 octobre 1916.

#### L'Ancre

##### Considérations politiques
Gough dirige la dernière grande attaque britannique de la bataille de la Somme dans la région de l'Ancre à partir du 13 novembre. Cette dernière attaque peut être considérée comme « peut-être l'heure de gloire de Gough ». Une grande partie du succès de cette attaque est cependant liée à des retards dus à la météo qui ont permis à Gough d'avoir plus de temps pour planifier et préparer la bataille. Les intempéries nécessitent de modifier les plans établis par le grand quartier-général en octobre. Les unités employées voient leur nombre diminué. Les 2 et 6 novembre, Haig exhorte Gough d'attendre un temps sec pour déclencher l'attaque. Après une pluie continue entre le 24 octobre et le 3 novembre, la 5e armée reçoit l'ordre le 5 novembre de mener uniquement une attaque « limitée » dès le retour d'un temps sec.
Le 8 novembre, Haig envoie le chef d'état-major Kiggell au quartier général de Gough pour lui expliquer le but réel de l'attaque. Kiggell indique que Haig veut que l'attaque ne soit uniquement déclenchée si elle a de bonnes chances de réussir. L'objectif au niveau stratégique est de maintenir un maximum de troupes allemandes pour éviter leur envoi en Roumanie. L'attaque a pour but d'impressionner les Russes en montrant que le BEF continue le combat. Ces actions visent à renforcer l'influence de Haig lors de la conférence interalliée de Chantilly du 15 novembre. Au cours de cette réunion doit être évoqué le transfert de troupes alliées du front occidental à Salonique. Gough apprend plus tard que la gestion de la bataille de la Somme par Haig commence à être remise en question à Londres. Simkins soutient que Haig souhaite utiliser Gough comme un fusible, en cas d'échec de l'attaque sur l'Ancre Gough serait tenu pour responsable. En cas de victoire, Haig pourrait s'en attribuer les résultats.
Le 10 novembre, Gough consulte ensuite ses commandants de corps : Jacob, le commandant du 2e corps est convaincu d'atteindre des objectifs plus profonds que Fanshawe, le commandant du 5e corps et Congreve, le commandant du 13e corps auraient voulu. L'attaque est convenue pour le 13 novembre. Les officiers d'état-major inspectent le terrain. Le 11 novembre, Gough consulte les commandants de division et de brigade pour connaitre leur opinion sur la qualité du terrain mais ne trouve pas de consensus. Après de nouvelles consultations avec Jacob, Fanshawe et les commandants de divisions, l'heure de l'attaque est fixée à 5 h 45.
Le 12 novembre, Kiggell rencontre une nouvelle fois Gough. Ce dernier indique plus tard dans son livre sur la 5e armée que tout retard supplémentaire a un effet néfaste sur le moral des troupes et qu'après quatre jours secs les perspectives n'ont jamais été meilleures en hiver et qu'il (Gough) s'est assis pour regarder par la fenêtre pour prendre sa décision. Haig, lui-même lui rend visite et valide son attaque, Haig écrit à ce propos dans son journal qu'« un succès en ce moment serait le bienvenu » et qu'il « est prêt à prendre des risques raisonnables... Mais étant donné les difficultés du terrain et la météo, rien ne serait aussi coûteux que l'échec ! ».
Les commentaires de Sheffield sur cet enchainement d'événements indiquent que Haig se réjouit de la bonne relation qu'il entretient avec Gough meilleure qu'avec Rawlinson. Mais Haig peut aussi avoir besoin de surveiller plus étroitement Gough. Sheffield précise que Gough a consulté ses subordonnés et a pris des conseils. Simon Robbins cite des preuves de mises en garde de chefs de corps ou de membres d'état-major de brigade sur l'épuisement des soldats et la faiblesse des préparatifs de l'offensive. Le 13 novembre, dans un mémorandum Malcolm Neill précise les raisons politiques ayant conduit aux opérations sur l'Ancre.

##### Succès initiaux
282 canons lourds sont utilisés lors de l'attaque sur l'Ancre pour former un barrage roulant sur un terrain peu disputé lors de la bataille de la Somme. Ce terrain faiblement bouleversé permet un déplacement plus facile des hommes et du matériel. Après un bombardement préliminaire de sept jours, l'attaque est lancée le 13 novembre par 5 divisions de front flanquées de deux brigades. Il s'agit de la plus grande attaque britannique depuis les attaques du mois de septembre. Les leçons des anciens combats sont retenues, une mine à Beaumont-Hamel explose au début du barrage d'artillerie et non 10 minutes avant l'assaut de l'infanterie comme le 1er juillet.
L'attaque débute à 5 h 45, derrière un barrage roulant efficace. 40 canons sont utilisés pour détruire spécifiquement les mitrailleuses allemandes placées sur la crête derrière Beaumont Hamel. L'attaque réussit dans le secteur sud où la 63e division (Royal Naval) occupe Beaucourt à 10 h 45 avec des pertes sensibles. Des bataillons d'attaques ont jusqu'à 40 à 50 % de pertes. La 51e division (Highland) capture Beaumont Hamel et Saint Pierre Divion en appliquant une tactique française d'affecter un obusier 4,5 à l'entrée de chaque abri allemand pour bloquer les troupes à l'intérieur jusqu'à l'arrivée des sections de nettoyage. Dans la partie nord du front d'attaque, dans le secteur du 5e corps l'attaque sur Serre, les résultats de l'attaque sont moins bons à cause de la boue et de la présence de barbelés. Gough visite le secteur et ordonne à 14 h de nouvelles attaques. Dans son journal du 13 novembre, Haig écrit « le succès est venu à un moment plus opportun ».
Gough ordonne de nouvelles attaques le 14 novembre. Ces attaques entraînent des luttes locales pour les tranchées de Munich et de Frankfort. Quand il apprend la nouvelle, Haig téléphone de Paris qu'il ne veut pas de nouvelles attaques « à grande échelle » jusqu'à son retour de la conférence. Ces ordres ne parviennent à Gough que le 15 novembre à 9 h du matin lorsque l'attaque est sur le point d'être déclenchée. Après une consultation de ses chefs de corps, Gough décide de lancer l'attaque, cette décision est rétroactivement approuvée par Haig dans l'après-midi. Sheffield écrit que ces attaques présentes « une ressemblance aux attaques autour de Pozières, avec la complication supplémentaire de conditions météorologiques épouvantables ».
Le brigadier-général Home du corps de cavalerie note le 15 novembre que des rumeurs annoncent Gough comme commandant en chef à la place de Haig sont trop « comique que je ne pense pas qu'ils ne pourraient jamais lui (Gough) faire faire ce qu'ils voulaient ».

##### Les dernières actions de la bataille de la Somme
La première tentative de capture des tranchées de Munich et de Frankfort tranchées le 15 novembre échoue. Les commandants des 2e et 51e divisions sont invités à s'expliquer sur ces échecs. Le major-général GM Harper, le commandant de la 51e division reproche au barrage roulant sa lenteur qui a touché plusieurs hommes et que l'attaque ne soit pas dirigé par un seul commandement. Le major-général WG Walker, le commandant de la 2e division indique que l'attaque est déclenchée de façon prématurée, ses troupes n'ont pas encore eu le temps de se familiariser avec le terrain. Il indique également que Fanshawe le commandant du 5e corps rejette ses demandes de retard et d'une attaque de jour. Malcolm publie une note confidentielle aux commandants de corps le 16 novembre pour se plaindre de leur tendance à discuter les ordres émis. Un autre mémorandum sur le
développement futur en date du 16 novembre examine le souhait de Fanshawe d'attaquer à cause d'une « rupture sérieuse sur son front ». Fanshawe tient une réunion avec les différents commandants de division le même jour pour discuter des exigences en troupes et de barrage pour une nouvelle tentative.
Les premières neiges tombent le 18 novembre. Le même jour, les attaques britanniques causent 10 000 victimes parmi les assaillants. Un officier du 2e corps écrit en 1936 à Edmonds que les attaques du 18 novembre ont été un « cruel et inutile sacrifice de vies humaines » avec de nombreux morts d'épuisement en essayant de ramper hors de la boue et que compte tenu du temps qu'il était évident « au plus stupide cerveau que les attaques resteraient sans succès ». Haig ordonne un arrêt de la bataille. En 1938, Kiggell écrit à Edmonds que « les dernières actions (du mois du novembre) ne sont guère justifiées, mais Gough était si confiant que le commandant en chef du BEF les a acceptées ».
Gough exerce un contrôle presque personnel de la 32e division (en) dans l'attaque de la tranchée de Frankfort à partir du 18 novembre. Le commandant de la division, WH Rycroft indique, d'après son chef d'état-major Wace, être « terrifié par Gough ». Quand il apprend en octobre 1916 que sa division doit revenir sur la Somme, il prétend « avec ironie que ce serait sa perte à moins d'être affecté à l'armée de Rawly (Rawlinson) », mais « manquant d'aplomb pour s'opposer à Gough quand tous les ordres sont pris sans son accord », il est limogé par Gough quand l'attaque du 18 novembre échoue. En 1936, Wace témoigne à Edmonds que les ordres fournis lors de la bataille de l'Ancre étaient directement les ordres de l'état-major de l'armée qui étaient ensuite transmis pa les officiers des corps d'armée. Rycroft a simplement précisé les ordres qu'il devait transmettre jusqu'à l'emplacement du quartier général de la Brigade avancée.
Le 21 novembre, Gough fait des reproches écrits à Fanshawe pour son manque d'agressivité au combat et l'absence d'ordres écrits détaillés de l'emploi de l'artillerie écrits pendant l'attaque du 15 novembre. Opposé à la transmission de ce rapport à ses commandants de division, Fanshawe écrit « J'espère pas tous ». Il écrit dans la marge du rapport qu'il a été en contact téléphonique avec les chefs des différentes divisions. Simpson critique Gough pour son « pauvre raisonnement et son l'indifférence à l'opinion des hommes sur le terrain », mais il est également sévère envers Fanshawe pour faire reporter ses fautes sur ses propres subordonnés. Sheffield écrit: « Certaines des critiques de Gough sont justifiées mais exprimées durement, d'autres non, certaines sont fondées sur des inexactitudes factuelles qui laisse suggérer un commandant avec une vision et une compréhension incomplète de la réalité de la bataille ». Il note également que Gough humilie délibérément Fanshawe devant ses subordonnés. Walker est relevé de son commandement de la 2e Division le 27 décembre.
Gough devient chevalier de l'ordre du Bain au cours de l'année 1916.

#### Gough et l'expérience au combat du BEF
Gough pratique un commandement vertical à un degré inhabituel dans l'armée britannique qui initialement était conçue pour de petites guerres coloniales et laisser les décisions tactiques aux « hommes sur le terrain ». Andy Simpson soutient que même si les méthodes de commandement de Gough sont nettement plus prescriptives que celles de la 4e armée du Rawlinson qui fait circuler des documents sur l'opinion des différents chefs de division, vu le manque de poigne de Rawlinson, la méthode de Gough n'est pas nécessairement une mauvaise chose. Simpson soutient que la mainmise de Gough sur ses troupes est encouragée par Haig, compte tenu de l'insatisfaction de ce dernier contre Rawlinson. Simpson suggère que cela peut également avoir été un facteur de l'emploi de Gough dans les offensives majeures britanniques en 1917 alors que Rawlinson ne l'est pas. Michael Howard considère que l'attention de Gough pour la micro-gestion des divisions est une preuve qu'il est sur-promu et Gary Sheffield concède que la réputation de Gough pour visiter les tranchées et repérer les fusils sales suggère qu'il a du mal à s'adapter à de plus grandes responsabilités.
Sheffield affirme que la méthode de commandement de Gough permet de répondre à la fois au niveau de l'armée et au niveau de la division. Cette affirmation est corroborée par Malcolm dans son agenda daté du 29 juin 1916. [141] Malcolm considère qu'un « juste milieu » est atteint entre l'Armée pour maintenir le contrôle des opérations et déléguer la prise de décision aux « hommes sur le terrain », comme le prescrit le Règlement du Service. Sheffield indique que cette prescription s'est égarée, le BEF passant de 7 divisions à 70 divisions.

### Offensive de Nivelle
Gough développe une rancune tenace contre Wilson qui a joué un rôle significatif dans l'incident Curragh et qui commande le 4e corps en 1916.

Lorsque Wilson est nommé en mars 1917 comme officier de liaison franco-anglais au GQG français, Gough écrit à Stamfordham pour se plaindre de Wilson. Gough prétend que Wilson n'a pas eu d'impact lors de ses différents commandements comme officier d'état major ou comme chef du 4e corps, mais qu'il a une réputation d'intrigant.

Lorsque les relations entre le général Nivelle et les généraux anglais deviennent tendues en mars 1917, Nivelle demande au gouvernement britannique de limoger Haig et de le remplacer par Gough.

### La troisième bataille d'Ypres
En juillet 1917, au cours de la troisième bataille d'Ypres ou bataille de Passchendaele, bien que les divisions soient épuisées après 13 jours de déplacement avec leur équipement sous un bombardement allemand, il ordonne à ses bataillons de se positionner à l'est du saillant d'Ypres. Les bataillons se trouvent face à des défenses allemandes épargnées par le bombardement britannique.
À la mi-août, la 16e division irlandaise a subi plus de 4 200 pertes et la 36e division d'Ulster 3 600 pertes soit plus de 50 % de l'effectif des troupes.
Gough reproche à ces deux divisions de n'être pas capables de conserver le terrain conquis car « elles sont irlandaises et qu'elles ne supportent pas le bombardement allemand ». Le général Haigh reproche par la suite à Gough d'avoir privilégié la carte irlandaise et de n'avoir pas engagé d'autres troupes.

### Offensive du printemps 1918
Au cours des offensives allemandes du printemps 1918, la 5e armée de Gough supporte le poids de l'attaque allemande lors de l'opération Michaël du 21 mars 1918. Son action est contrastée au cours de cette période.

Certains historiens, dont Carlyon, considèrent comme injuste le traitement des actions de Gough lors de l'opération Michael, mais indique que la carrière de Gough est émaillée d'échecs répétés dans la planification, la préparation des batailles. Il est aussi relevé un manque total d'empathie avec le soldat de base.

Gough est limogé en avril 1918.

## Après-guerre
En 1919, il prend la direction de la Mission alliée pour les États baltes. Il prend sa retraite de l'armée en 1922.

De 1936 à 1943, il est colonel honoraire des 16e et 5e des Queen's Royal Lancers, il est président du Club de Shamrock des Militaires irlandais à Londres.

Son livre « La Cinquième Armée » défend son bilan en tant que commandant en 1918. Gough meurt le 18 mars 1963 à l'âge de 92 ans.

## Distinctions
- Chevalier commandeur de l'Ordre royal de Victoria (KCVO - 1917)[1]
- Chevalier grand-croix de l'Ordre de Saint-Michel et Saint-Georges (GCMG)
- Chevalier grand-croix de l'Ordre du Bain (GCB - 1937)[2]